# Jack Gold
Jack Gold (n. 28 iunie 1930 – d. 9 august 2015) este un regizor britanic de film și televiziune. A făcut parte din Tradiția Realistă Britanică ce a urmat curentului Free Cinema.

## Filmografie
- My Father Knew Lloyd George (1965)
- The World of Coppard (1968)
- The Bofors Gun (1968)
- The Reckoning (1969)
- Stoker Leishman's Diaries (1972)
- The Gangster Show: The Resistible Rise of Arturo Ui (1972)
- Conflict (1973) (relansat sub denumirea Catholics).
- The National Health (1973)
- Who? (1973)
- Man Friday (1975)
- The Naked Civil Servant (1975)
- 1976 Așii înălțimilor (Aces High)
- 1978 Atingerea meduzei (The Medusa Touch)
- The Sailor's Return (1978)
- Charlie Muffin (1979)
- Little Lord Fauntleroy (1980)
- The Merchant of Venice (1980)
- Praying Mantis (1983)
- Macbeth (1983)
- Good and Bad at Games (1983)
- Red Monarch (1983)
- The Chain (1984)
- Sakharov (1984)
- Me and the Girls (1985)
- Murrow (1986)
- 1987 Evadare din Sobibor (Escape from Sobibor)
- Stones for Ibarra (1988)
- The Tenth Man (1988)
- Ball Trap on the Cote Sauvage (1989)
- The Rose and the Jackal (1990)
- The War That Never Ends (1991)
- She Stood Alone (1991)
- Der Fall Lucona (1993)
- Spring Awakening (1994)
- The Return of the Native (1994)
- Heavy Weather (1995)
- Into the Blue (1997)
- Goodnight Mister Tom (1998)

## Legături externe
- Jack Gold la Internet Movie Database